# 俞璋
俞璋（1485年—1525年），字朝相，號養斋，直隸蘇州府太倉州人，民籍，明朝政治人物。

## 生平
正德五年（1510年）庚午科應天府鄉試第一百三十名舉人。正德六年（1511年）中式辛未科會試第二百五十名，登第三甲第一百四十名進士。吏部观政，初授浙江嘉兴府推官，以外艰去职，服阕，改湖州府，数月復以祖母霍氏去世丁忧归。服阕，改福建泉州府，摄府事，以才能召为南京大理寺评事，在任三月，嘉靖四年（1525年）病逝于任上，年四十一。

## 家族
曾祖俞廷璧；祖父俞山；父俞高，母陸氏。重庆下。弟琳、玭、璠。